# Beastly (película de 2011)
Beastly, conocida en español como El corazón de la Bestia y también como El encanto de la bestia, es una producción tipo ficción-romance que se estrenó en los Estados Unidos el 4 de marzo de 2011, basado en la novela de Alex Flinn del 2007 del mismo nombre. El libro ha sido publicado en España por Ediciones Versátil  en 2009 bajo el título "La Bestia" . La película fue adaptada y dirigida por Daniel Barnz y cuenta con las actuaciones de Alex Pettyfer, Vanessa Hudgens, Mary-Kate Olsen, Neil Patrick Harris y Lisa Gay Hamilton. Es una adaptación libre del clásico La Bella y la Bestia, girando alrededor de un joven estudiante que es transformado por una compañera (que en realidad era una bruja) en un ser horrendo, por egoísta y burlarse de ella. En España la película se estrenó en televisión el 14 de julio de 2012 a través del canal de televisión Cuatro.

## Argumento
Kyle Kingson (Alex Pettyfer) lo tiene todo, es guapo, inteligente, rico, oportunista, y con tendencia a humillar públicamente a los compañeros de instituto que considera poco atractivos. Presenta su candidatura al comité de alumnos del instituto y una compañera gótica, Kendra Hilferty (Mary-Kate Olsen), cuestiona su candidatura ya que está basada únicamente en su atractivo físico y en la superioridad que él cree que este atractivo le otorga. Kyle decide vengarse invitándola a una extravagante fiesta con todos los compañeros. Kendra acepta y, fiel a sus formas, Kyle la humilla de forma muy despectiva, por lo que ella decide lanzarle un hechizo para que sufra la desgracia de poseer un aspecto físico que provoque rechazo. Enfurecido por su horrible e irreconocible aspecto (la cara mutilada y con engrapes) se enfrenta a Kendra y esta le comenta que la única solución para recuperar su aspecto habitual es que alguien lo ame y se lo diga, pero le pone una condición: solo tendrá un año, algo que Kyle considera imposible de conseguir en ese tiempo. 
Repudiado por su aspecto, el cruel padre de Kyle (Peter Krause) le envía a vivir a un apartamento en Brooklyn dónde esté alejado y no pueda ser visto, con su paciente ama de llaves (Lisa Gay Hamilton) y un profesor invidente (Neil Patrick Harris). Sin embargo, con el tiempo ambos comienzan a tomarle cariño y comprender lo que siente.
Recluido en la casa a la que su padre le ha enviado, Kyle decide acudir a una fiesta de disfraces de su antiguo instituto. Allí descubre aspectos de sus compañeros y de su propia personalidad que no le agradan, a la vez que vuelve a encontrarse (sin mostrar su rostro) con Lindy Taylor (Vanessa Hudgens) una antigua compañera del instituto, de procedencia muy distinta a la suya, el padre de esta es drogadicto y jamás le hace caso, por lo que Lindy sueña con realizar un viaje a Machu Picchu, y por la que parece sentir algo ya que es la única que lo comprende. Acude a espiarla al lugar donde vive en varias ocasiones, y se siente atraído por ella. Cuando Kyle reflexiona sobre la manera de poder superar la maldición y recuperar su antigua vida, descubre que el padre de Lindy es un adicto a las drogas y en un forcejeo ha matado a un traficante. El hermano del traficante jura vengarle con la vida de su hija y Kyle soborna al padre para que le deje protegerla, llevándola a vivir a su casa. 
Al principio Lindy no parece tenerle interés a la amistad de Kyle, quien se hace llamar "Hunter", pero con el paso del tiempo descubre que es muy buena persona pues Kyle le había construido un invernadero a Lindy en el cual leían poemas. Incluso una vez visitaron el zoológico donde Kyle le explicó que su madre lo había abandonado. Solo quedaba poco tiempo y Kyle decidió llevar a Lindy a una casa de campo de su padre, los dos eran totalmente felices pero un día Lindy recibió una llamada donde le decían que su padre estaba hospitalizado porque las drogas le habían afectado, Hunter, entristecido, le dijo que tenía que ir con él, Lindy toma un tren, pero no le dice nada a Kyle que hiciera romper el hechizo. 
Kyle decepcionado vuelve a casa a esperar que el tiempo pasara para ver cómo se convertía para siempre en un monstruo. Lindy estaba en el instituto y Kyle fue a buscarla para despedirla, antes de irse Lindy le dijo a Kyle que lo amaba, Kyle sonrió y antes de que el árbol floreciera (símbolo del año que pasaría) volvió a ser el mismo que era. Lindy fue a buscar a "Hunter" pero ya no estaba y pronto se dio cuenta de que todo el tiempo fue Kyle quien estaba a su lado. Se besaron y fueron felices.

## Reparto
- Alex Pettyfer como Kyle Kingston/Hunter.
- Vanessa Hudgens como Lindy Taylor.
- Mary-Kate Olsen como Kendra Hilferty.
- Neil Patrick Harris como Will Fratalli.
- Lisa Gay Hamilton como Zola.
- Peter Krause como Rob Kingston.
- Dakota Johnson como Sloan Hagen.
- Erik Knudsen como Trey Parker.
- Gio Pérez como Víctor.
- Marc Vann como Henrry

## Desarrollo
En febrero de 2009, fue anunciada la contratación de Daniel para dirigir y escribir el guion por el presidente de CBS Films y director ejecutivo Amy Baer Barnz, después CBS Films compró los derechos. Este será uno de los primeros proyectos que se pondrán en desarrollo por CBS Films. Susan Cartsonis produce la película a través de su compañía, mientras que Storefront Films Roz Weisberg es coproductor.
El presidente de CBS Films y CEO de Amy Baer se expresó positivamente sobre el nuevo director, diciendo "La nueva visión de Daniel le convierte en uno de los directores más interesantes de su generación", Baer dijo "Estamos encantados de asociarnos con él, cómo él trae su voz única que sin duda el mito más universal de resonancia en la narración".
Barnz prevé la interposición de un sensibilidad que incide a la historia de Flinn, "Es una idea muy comercial que tengo para decir de una manera muy artística".
Al escribir el guion, Barnz fue inspirado por las películas Say Anything... y Crepúsculo. Él escribió el guion y pensó en lo que se siente al tener 18 o 19 años de edad. Pero Barnz todavía se basa el guion en la novela, y dijo que inmediatamente se enamoró de ella, porque vi que era una oportunidad increíble para contar una versión moderna de este cuento de hadas y le encantó la idea. Barnz señaló que estaba feliz de ver la historia contada a través de la perspectiva de la bestia que se centraba más en el romance de lo sobrenatural.

## Marketing
El primer tráiler fue lanzado el 20 de noviembre de 2009, durante las exhibición previa de la película The Twilight Saga: New Moon. El tráiler recibió reacciones y comentarios de los sitios comerciales.  Annie Barrett comentó en la revista Entertainment Weekly que "Alex Pettyfer se parece más a Gastón que a la Bestia".